# Lexicon Topographicum des Fränkischen Craises
Das Lexicon Topographicum des Fränkischen Craises ist ein von Georg Paul Hönn herausgegebenes Lexikon, das 1747 erschienen ist. Der vollständige Titel lautet: „Lexicon Topographicum in welchem alle des Fränkischen Craises Städte, Clöster, Schlösser, Marktflecken, und Dörfer, deren alt- und neue Benennung, Lage, lezt-vorige und jetzige Obrigkeiten und Besitzere, geist- und weltliche Bediente, die Sehens- und Merkwürdigkeiten, Glüks- und Unglüks-Fälle, Freyheiten, Stiftungen, und dergelichen, enthalten, aus bewährten Urkunden, Schrift-Stellern, und ächten Nachrichten, zusammen getragen.“
Hönns Lexikon ist nach der 1648 erstmals erschienenen „Topographia Franconiae“ von Matthias Merian die zweite vollständige Beschreibung des Fränkischen Reichskreises. Andere Ortslexika, die zwischenzeitlich erschienen sind,  beschränkten sich auf die Beschreibung einzelner Herrschaftsbereiche (Fürstentum Ansbach, Hochstift Bamberg etc.).
Das Werk besteht aus einer Vorrede, einer Lebensbeschreibung des Autors und mehreren alphabetischen Listen der Toponyme. An Toponymen werden nur Ortschaften, Schlösser und Klöster berücksichtigt. Bei den Ortschaften wiederum bleiben Einzelsiedlungen in der Regel unberücksichtigt. Die jeweiligen alphabetischen Listen erscheinen in der Reihenfolge Hochstift Bamberg (S. 1–65), Hochstift Würzburg (S. 66–196), Hochstift Eichstätt und Deutscher Orden (S. 197–222), Fürstentum Bayreuth (S. 223–310), Fürstentum Ansbach (S. 311–389), Grafschaft Henneberg und Fürstentum Schwarzenberg (S. 390–434), fränkische Grafen- (S. 435–466) und Reichsstädte (S. 467–549).
Jedes Lemma enthält Angaben zum Siedlungstyp und zur Grundherrschaft. Bei den Siedlungstypen wird unterschieden zwischen
Stadt, (Markt-)Flecken und Dorf. Pfarr- und Kirchdörfer sowie Weiler werden fast immer als Dorf bezeichnet. Die Angaben zur Grundherrschaft beschränken sich auf das Wesentlichste. Bei Ortschaften mit mehreren Grundherren werden diese in der Regel nicht explizit aufgezählt, sondern als „vermischt“ bezeichnet. Gelegentlich finden sich noch Angaben zur Entfernung zum nächstgrößeren Ort (in Stunden) oder der Dekanatszugehörigkeit. Nur bei größeren Ortschaften finden sich weitere Notizen gemäß dem Werktitel.

## Quelle
- Georg Paul Hönn: Lexicon Topographicum des Fränkischen Craises. Johann Georg Lochner, Frankfurt und Leipzig 1747 (Digitalisat).